# Tetragnatha planata
Tetragnatha planata là một loài nhện trong họ Tetragnathidae.
Loài này thuộc chi Tetragnatha. Tetragnatha planata được miêu tả năm 1891 bởi Karsch.